# Culan
För andra betydelser, se Culan (olika betydelser).
Culan är en kommun i departementet Cher i regionen Centre-Val de Loire i de centrala delarna av Frankrike. Kommunen ligger  i kantonen Châteaumeillant som tillhör arrondissementet Saint-Amand-Montrond. År 2022 hade Culan 777 invånare.
Kommunen domineras av ett medeltida slott från 1100-talet, Château de Culan.

## Galleri

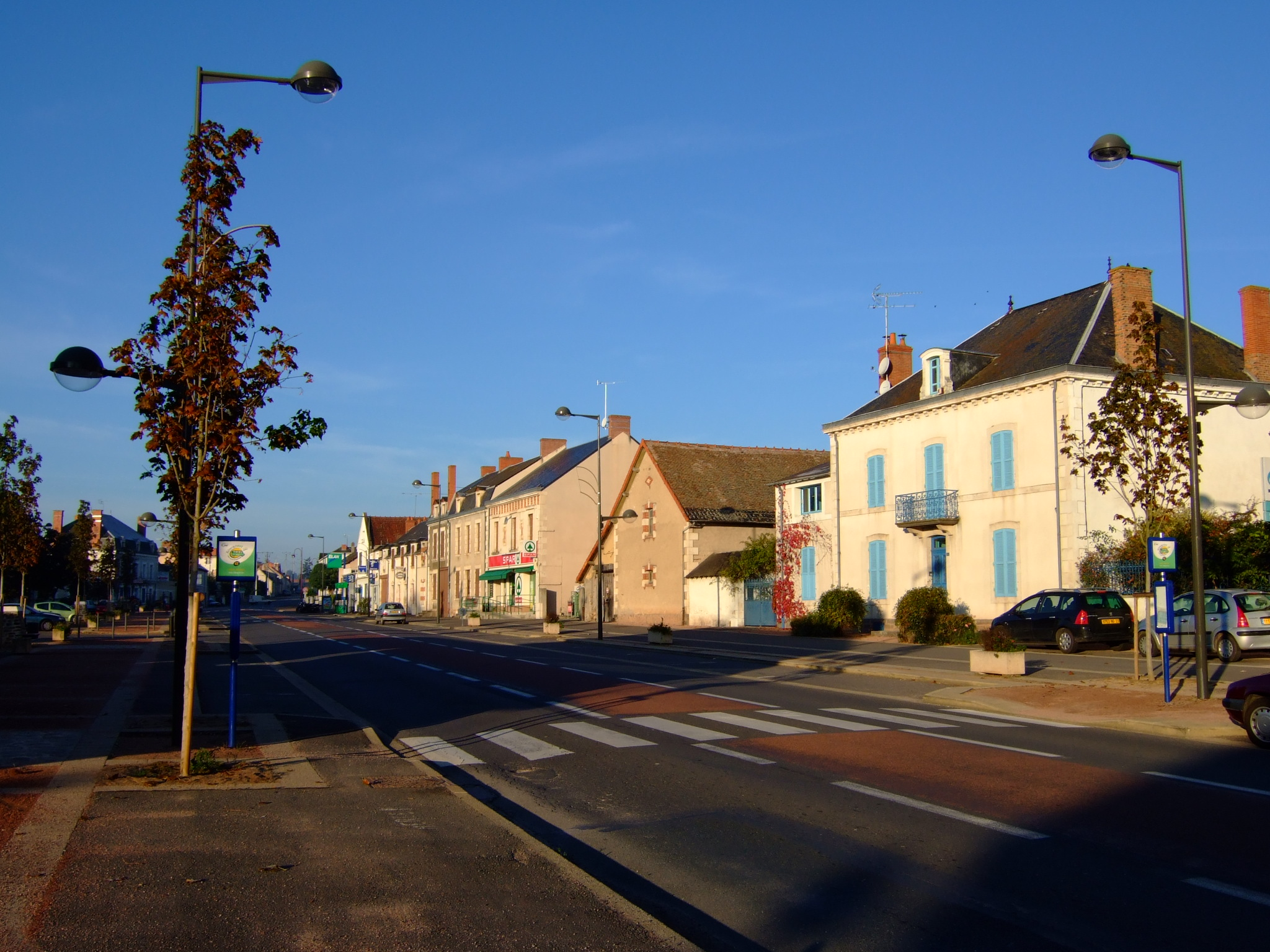

## Befolkningsutveckling
Antalet invånare i kommunen Culan
Referens:INSEE